# Brig (district)
Brig (Frans: District de Brigue) is een district in het kanton Wallis en omvat de volgende gemeenten:
| Gemeentenaam | Inwoners (x) | Oppervlakte (km²) |
| ------------ | ------------ | ----------------- |
| Brig-Glis    | 12.823       | 38,0              |
| Eggerberg    | 339          | 6,0               |
| Naters       | 9.496        | 147,2             |
| Ried-Brig    | 1.993        | 47,5              |
| Simplon      | 327          | 90,9              |
| Termen       | 865          | 18,8              |
| Zwischbergen | 86           | 86,1              |

Brig · Conthey · Entremont · Goms · Hérens · Leuk · Martigny · Monthey · Östlich Raron · Saint-Maurice · Sierre · Sion · Visp · Westlich Raron